# Celine, Krško
Celine este o localitate din comuna Krško, Slovenia, cu o populație de 41 de locuitori.